# Маистисмта
Маистисмта, Майстой-Лам (чечен. Мӏайстой-Лам, груз. მაისტისმთა) — горная вершина в Итум-Калинском районе Чечни, расположено на границе с Грузией.

## Название
В основе названия имя чеченского тайпа майстой. 
Советский и российский географ А. А. Головлёв сообщает о том, что на современных картах почти все высокогорные вершины Бокового хребта, расположенные на чеченском участке границы России и Грузии, носят грузинские названия (например, Махисмагали, Тебулос-Мта, Маистис-Мта, Донос-Мта, Диклос-Мта). Между тем, как показывает К. Н. Россиков, существовали их чеченские эквиваленты.

## Общие сведения
Высота над уровнем моря составляет 4081 м, по другим данным 4072 м. Большая часть горы скалистая. Имеет два ледника. Внизу склонов находятся альпийские луга. Первое советское восхождение было совершено в 1939 году.